# Zweethut

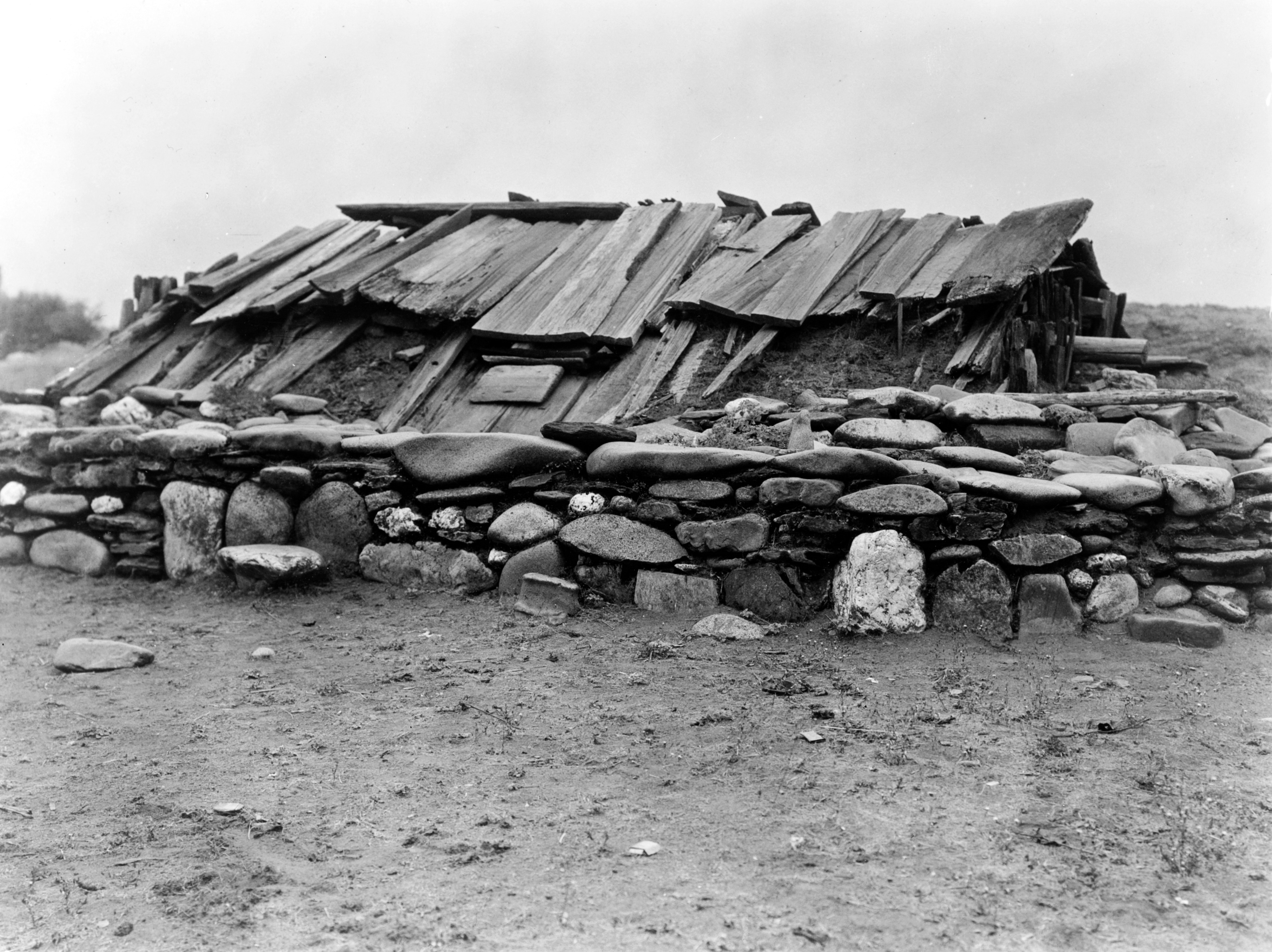
Zweethuis van de Hupa-indianen (foto van Edward S. Curtis uit 1923)

Een zweethut is een tent of hut waarin gezweet wordt door een of meerdere personen wanneer in de tent hete stenen liggen en de tent of hut is afgesloten, een werkingsprincipe waarop ook de sauna is gebaseerd.

## Geschiedenis

### Inheemse Amerikanen
Een zweethutceremonie is een ritueel dat door de Native Americans gebruikt wordt als voorbereiding op belangrijke evenementen en andere ceremonies maar ook als een op zichzelf staande ceremonie, Het bevat elementen als gebed (algemeen en ieder voor zich, niet gebonden aan welke godsdienst dan ook), reiniging, zang. Ook in Nederland wordt regelmatig een zweethutceremonie georganiseerd.
Theorie is dat de mens in de zweethut zo exorbitant zweet dat men op die manier een zuivering ondergaat. De mens kan een entheogene ervaring hebben tijdens het zweethutritueel.
Een zweethut heeft onder andere een indiaanse oorsprong. De indianen ondergingen dit ritueel om zichzelf te zuiveren van hun wandaden en om hun vuurgod, Adana genaamd te eren. Elk meisje deed dit ritueel op haar zestiende en werd zo een vrouw.
Een typische zweetruimte van de inheemse bevolking van Meso-Amerika is de temazcal.

### Scythen
Herodotus een Grieks geschiedschrijver, beschijft (boek IV) hoe de Scythen (ruiterstammen in Euraziatische steppe) "in den wollen tent kruipen" en het zaad van hennep op gloeiende stenen werpen wat damp geeft, wat je ook als zweethut kan beschouwen.

### Kelten
In Ierse legendes "Fulacht Fiadh", wordt er verwezen naar stenen hutten gebouwd in de vorm van een bijenkorf dichtbij water (een bron, riviertje) en hout (woud) waar binnenin heel veel warmte gemaakt kon worden met behulp van opgewarmde stenen, waardoor sommigen aannemen dat ze ook als zweethut (Tigh 'n Alluis) gebruikt werden.